# Tornpelle
Tornpelle kallades en brandvakt i Uppsala domkyrka under 1700-talet. Varje timme under natten blåste Tornpelle i sitt kopparhorn för att folk skulle veta att han vaket höll uppsikt över eventuell eldsvåda. Tornpelle skall ha tillbringat större delen av sitt liv i domkyrkans ena torn, där han också påträffades död.